# Georg Friedrich
Georg Friedrich (ur. 31 października 1966 w Wiedniu) – austriacki aktor filmowy, telewizyjny i teatralny. Laureat Srebrnego Niedźwiedzia dla najlepszego aktora na 67. MFF w Berlinie za rolę w filmie Helle Nächte (2017) Thomasa Arslana.

## Wybrana filmografia

### Filmy fabularne
- 1984: Die Försterbuben (TV) jako Elias
- 1984: Steinbichler Geschichten (TV) jako praktykant fryzjera
- 1984: Der Verschwender (TV) jako Valentin
- 1986: Müllers Büro
- 1988: A.D.A.M. jako Zugmann
- 1988: Ein Sohn aus gutem Hause
- 1989: Siódmy kontynent (Der Siebente Kontinent) jako Człowiek z serwisu naprawczego telekomunikacji
- 1994: 71 fragmentów (71 Fragmente einer Chronologie des Zufalls) jako Bernie
- 2001: Powstanie (Uprising, TV) jako Niemiecki żołnierz na zewnątrz baraku
- 2001: Upały (Hundstage) jako Przyjaciel kochanka
- 2001: Pianistka (La Pianiste) jako Mężczyzna w kinie dla zmotoryzowanych
- 2003: Czas wilka (Le temps du loup)
- 2003: Złe komórki (Böse Zellen) jako Andreas
- 2005: W obcej skórze (Fremde Haut) jako Burkhardt
- 2005: Intryga i miłość (Kabale und Liebe, TV) jako Von Kalb
- 2006: Król Otto (König Otto, TV) jako John
- 2006: Nieoszlifowana (Die Unerzogenen) jako Ingmar
- 2006: Klimt jako kelner
- 2006: Twardziel (Knallhart) jako Holger
- 2007: Rumpelsztyk (Rumpelstilzchen, TV) jako Oswin
- 2007: Import/Export jako pielęgniarz Andi
- 2008: Północna ściana (Nordwand) jako Edi Rainer
- 2009: Najlepszy kontakt (Contact High) jako Schorsch
- 2011: Mój najlepszy nieprzyjaciel (Mein bester Feind) jako Rudi Smekal
- 2011: Faust jako Wagner
- 2011: Oddech (Atmen) jako Rudolf Kienast
- 2011: Ponad nami tylko niebo (Über uns das All) jako Alexander Runge
- 2012: Kołysanka pościgowa (Nachtlärm) jako Jorge
- 2012: Annelie jako Max
- 2012: Rachuba świata (Die Vermessung der Welt) jako handlarz niewolników
- 2013: Moje ślepe serce (Mein blindes Herz) jako Paul
- 2013: Superegos (Über-Ich und Du) jako Nick Gutlicht
- 2014: Stereo jako Keitel
- 2014: Siostry wampirki 2 (Die Vampirschwestern 2 – Fledermäuse im Bauch) jako Xantor
- 2016: Aloys jako Aloys Adorn
- 2016: Dzika (Wild) jako Boris
- 2016: Winnetou i Old Shatterhand (Winnetou & Old Shatterhand, TV) jako Slim Miller
- 2017: Wilde Maus jako Erich
- 2017: Helle Nächte jako Michael

### Seriale TV
- 1983: Tatort (Miejsce zbrodni) jako Felix Masopust
- 1987: Tatort (Miejsce zbrodni) jako Leo
- 1988: Arbeitersaga jako Karl Plauder
- 1998: Komisarz Rex (Kommissar Rex) jako pokerzysta
- 1999: Tatort (Miejsce zbrodni) jako dozorca domu
- 2002: Komisarz Rex (Kommissar Rex) jako Felber
- 2003: Tatort (Miejsce zbrodni) jako Juri
- 2010: Aufschneider jako Moritz
- 2010: Tatort (Miejsce zbrodni) jako Bruno Swoboda
- 2012: Telefon 110 (Polizeiruf 110) jako Jürgen